# Хуан Валера Еспін
Хуан Валера Еспін (ісп. Juan Valera Espín; народився 21 грудня 1984, Мурсія) — іспанський футболіст, захисник.

## Кар'єра
Професійну кар'єру Хуан Валера починав у футбольному клубі «Мурсія» зі свого рідного міста. Дебют Валери відбувся 7 грудня 2003 року в матчі Сегунди між «Мурсією» і «Вільярреалом». У сезоні 2003/04 «Мурсія» завоювала право виступати в іспанській Прімері. Валера в тому сезоні здебільшого грав за команду дублерів і лише тричі з'явився на полі в основному складі. У сезоні 2004/05 Хуан зіграв 10 матчів в іспанській Прімері (5 з них почав у стартовому складі), за підсумками сезону «Мурсія» не зуміла втриматися в елітному дивізіоні і знову вибула до Сегунди. У сезоні 2005/06 Валера став гравцем основного складу «Мурсії» і завдяки гарній грі і видатним фізичним даним привернув до себе увагу селекціонерів клубу «Атлетіко Мадрид».
Влітку 2005 року Валера став гравцем «Атлетіко Мадрид». У своєму першому сезоні в складі столичної команди він провів 17 матчів і забив 2 голи. Однак у сезоні 2006/07 у матчі чемпіонату Іспанії на «Вісенте Кальдерон», домашній арені «Атлетіко Мадрид», Валера зазнав тяжкої травми коліна, через яку надовго вибув з гри, втратив місце в складі і за два сезони відіграв за клуб лише 16 матчів. Перед початком сезону 2008/09 керівництво мадридського клубу віддало Валеру в оренду на рік до сантандерського «Расінга», який вперше в своїй історії здобув право виступати в Кубку УЄФА. Хуан добре вписався в команду і поступово відновив ігрову форму. У сезоні 2009/10 він знову став регулярно виходити на поле у складі «Атлетіко Мадрид», допоміг команді дійти до фіналу Кубка Іспанії і виграти Лігу Європи.
У середині серпня 2011 Валера і клуб «Атлетіко» за взаємною згодою розірвали контракт, строк якого мав збігти в червні наступного року. Потому футболіст уклав договір з іншим клубом елітного дивізіону Хетафе. Під час свого першого сезону він був основним правим захисником, замінивши на цій позиції Мігеля Торреса. Свій перший гол Валера забив 26 листопада 2011 року в поєдинку проти Барселони на стадіоні  Колісеум Альфонсо Перес. На 67-й хвилині він забив головою єдиний гол у матчі, а Барселона зазнала першої поразки в тому чемпіонаті.
У сезоні 2012–2013 Валера зрівняв рахунок у домашньому матчі проти Реал Мадрид, а його команда в підсумку перемогла 2–1. По закінченні контракту, 3 червня 2015 року він полишив клуб.
Валера виступав за молодіжну (до 21 року) збірну Іспанії, у складі збірної до 23 років він став чемпіоном Середземноморських ігор 2005 року.

## Досягнення
- Переможець Середземноморських ігор: 2005
- Володар Кубка Інтертото: 2007
- Переможець Ліги Європи: 2009/10
- Фіналіст Кубка Іспанії: 2009/10